# Stolmen
Stolmen er den fjerdestørste ø i Austevoll kommune i Vestland fylke i Norge. Stolmen har et areal på 7,9 kvadratkilometer og har 186 indbyggere (2017). Det er en af de vestligste øer i Hordalands skærgård ud mod Nordsøen, og som de fleste andre øer ud mod havet, er den kendetegnet af nøgne klipper, lyngheder og lidt skov. Højeste punkt på Stolmen hedder Såta og er ca. 59 meter højt.
Øen havde i januar 2007 206 indbyggere i bebyggelserne Våge, Aarland, Stangeland, Mølna, Kvalvågen og Valhammar.
Stolmabroen binder øen sammen med øen Selbjørn mod øst. Da den stod færdig i november 1998, var den verdens længste cantileverbro i letbeton, hvor det største spænd er på 301 meter, og med en gennemsejlingshøjde på 30 meter.

## Historie
Der er gjort arkæologiske fund fra bl.a. vikingetiden.
Der var under 2. verdenskrig stor tysk aktivitet på Stolmen, og det meste af tiden var over 1.000 soldater udstationerede på øen. De bemandede observationsposter, radiostation og kystartilleri.
I 1970'erne var der en Decca-navigationsstation på den sydlige del af øen ved Våge.